# Scanner Cop
Scanner Cop es una película canadiense de 1994. Dirigida por Pierre David, forma parte de la saga Scanners.

## Sinopsis
Sam Staziak (Daniel Quinn), un policía novato de Los Ángeles, es también un "scanner", una persona nacida con habilidades telepáticas y telequinéticas el cual cuando niño fue salvado por el policía Peter Harrigan pues vivía con su padre en condiciones no aptas para su desarrollo como persona. Su nuevo padre adoptivo lo crio y ya joven lo enlistó al Departamento de la Policía de Los Ángeles. 
Cuando una cadena de asesinatos comienzan a destruir el departamento de policía, su padre adoptivo siendo jefe de la policía envía a "Sam" a que con sus poderes mentales investigue las inexplicables muertes. "Sam" enfrentándose a una sobrecarga sensorial y la locura es posible, utiliza sus poderes para encontrar a Karl Glock (Richard Lynch) y su compañera la adivinadora Zena como los responsables de estos asesinatos.

## Lanzamiento
La película fue lanzada en VHS por Republic Pictures. Un DVD se ha lanzado en Canadá, junto con la secuela.